# История почты и почтовых марок Советской зоны оккупации Германии
История почты и почтовых марок Советской зоны оккупации Германии охватывает период с момента создания на оккупированной советскими войсками восточной части Германии военной администрации до образования на этой территории Германской Демократической Республики (1945—1949). Для почтовых нужд в Советской зоне оккупации Германии (СЗОГ) эмитировались почтовые марки.

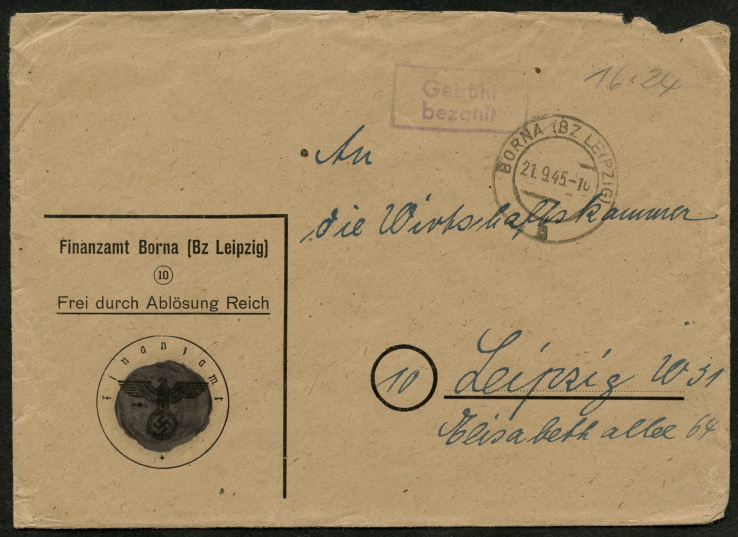
Служебный конверт, отправленный из города Борна в Лейпциг 21 сентября 1945 года, с указанием паушальной оплаты и отметкой об уплате

## Развитие почты
После капитуляции Германии на территории СЗОГ с помощью советской военной администрации уже в первые дни мая 1945 года была восстановлена деятельность почты.
В первые дни работы почтовых отделений, в связи с отсутствием знаков почтовой оплаты, корреспонденция оплачивалась наличными. При этом на письмах делались соответствующие пометки специальными штампами или вручную.
На всей территории СЗОГ почтовая связь была восстановлена в августе 1945 года, в октябре 1945 года — на всей территории Германии. Международная почтовая связь была открыта с 1 апреля 1946 года.
До войны Германия в почтовом отношении была разделена на ряд Главных почтовых дирекций (ГПД), имевших свой почтовый индекс. В июне 1945 года ГПД, находившиеся в советской зоне оккупации, возобновили свою работу.

## Выпуски почтовых марок

### Начальный этап
С мая 1945 года в ряде городов, по заказам бургомистров населённых пунктов или начальников почтовых отделений, начали выпускать местные марки. Тиражи их, как правило, невелики, и в настоящее время эти марки довольно редки.

#### Местные выпуски
С 1945 года в ряде городов СЗОГ были выпущены местные марки. Это были, главным образом, надпечатки на марках прежних выпусков, а также марки оригинальных рисунков и наклейки с соответствующими надписями. Печатались они, как правило, в местных типографиях. Местные выпуски были допущены к обращению по всей советской зоне и изъяты из обращения 31 марта 1946 года.
Альтдёберн
Две провизорные марки выпустили в Альтдёберне в декабре 1945 года. На листах белой бумаги вручную оттиснули название города и номинал (в виде цифр «6» и «12»). В январе 1946 года вышла ещё одна марка, номинал которой (10 пфеннигов) был вписан от руки.
Бад-Заров
В июле 1945 года в Бад-Зарове были выпущены две провизорные марки: между двумя концентрическими окружностями сверху была дана надпись нем. «Postamt» («Почтамт»), а в центре — название города «Bad Saarow» («Бад-Заров») и цифра номинала.
Котбус
Местные марки начали выпускать в Котбусе с января 1946 года. Первой вышла серия из 20 почтово-благотворительных миниатюр с видами Котбуса и округа и надписью «Stadt Cottbus» («Город Котбус»). Дополнительный сбор от продажи марок шёл на восстановление города. Часть марок из этой серии позже была переиздана. Так же в январе специальными выпусками был отмечен День почтовой марки. На марках Котбуса была сделана надпечатка текста «10.1.1946 / „Tag der Briefmarke“» («День почтовой марки») и нового номинала дополнительного сбора. Имеются разновидности. На письмах марки Котбуса редки.
Фредерсдорф
Собственные марки в Фредерсдорфе выпускались с июля 1945 года. Сначала на марках Германии ставились надпечатки букв «F. M» в круге. Затем выпустили этикетки с указанием номинала и подписью почтового служащего, а с сентября 1945 года этикетки с надпечаткой букв «F. M» в круге и номинала. Существуют этикетки различных форматов.
В 1945—1946 годах на марках ГПД Берлина были произведены надпечатки текста «Rettet des Kind» («Спасите детей») и названия города. Марки продавались с наценкой в фонд помощи детям.
| Местные выпуски населённых пунктов Провинции Бранденбург (1945) | Местные выпуски населённых пунктов Провинции Бранденбург (1945) | Местные выпуски населённых пунктов Провинции Бранденбург (1945) | Местные выпуски населённых пунктов Провинции Бранденбург (1945) |
| --------------------------------------------------------------- | --------------------------------------------------------------- | --------------------------------------------------------------- | --------------------------------------------------------------- |
|                                                                 |                                                                 |                                                                 |                                                                 |
| Альтдёберн (Mi #2)                                              | Бад-Заров (Mi #1)                                               | Котбус (Mi #17)                                                 | Фредерсдорф (Mi #52)                                            |

### Главные почтовые дирекции
ГПД подготовили и эмитировали марки для земель, входивших в СЗОГ. В частности, марки выпускали следующие ГПД:
- Дрезден (Восточная Саксония),
- Лейпциг (Западная Саксония),
- Галле (Провинция Саксония),
- Шверин (Мекленбург-Передняя Померания),
- Эрфурт (Тюрингия)[1][6][9].

Марки ГПД использовались для оплаты корреспонденции по всей территории СЗОГ.
С 1 апреля 1946 года на территории всех зон оккупации Германии в обращении должны были находиться только марки Контрольного совета в Германии. Однако с 4 апреля все местные выпуски были вновь допущены к франкировке. Окончательно их изъяли 31 октября 1946 года.

#### Берлин

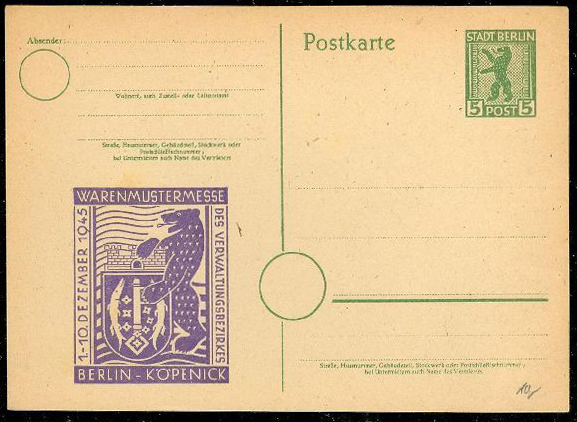
Почтовая карточка ГПД Берлина с частным штампом Кёпеника (1945)

Решение о выпуске марок для Большого Берлина было принято Магистратом 20 мая 1945 года. Серия из семи марок ГПД Берлина с надписью «Stadt Berlin» («Город Берлин») поступила в обращение 3 августа 1945 года. На миниатюрах были изображены герб города и символы восстановления города. Марки были отпечатаны офсетным способом в Берлинской имперской типографии по рисункам художников А. Гольдаммера и Х. Швальбе. Использовалась бумага разных сортов, все марки имели гребенчатую зубцовку; повторный выпуск был издан с зигзагообразной просечкой тиражом 100 тысяч экземпляров. Существует множество разновидностей, различные оттенки встречаются даже в одном листе. Эта серия получила название «Bärenmarken» («Медвежьи марки»). Продавались они в почтовых отделениях всех секторов города.
ГПД Берлина были выпущены также почтовые карточки. Существует два вида карточек. Первый отличается отсутствием кружка для почтового индекса. Второй выпуск напечатан на бумаге пяти разных сортов. Карточки второго выпуска известны также с частной надпечаткой «1-10 Dezember 1945. Warenmustermesse des Verwaltungsbezirkes Berlin-Köpenick» («1—10 декабря 1945 года. Ярмарка образцов административного района Берлин-Кёпеник») изображением геральдического медведя с гербом Кёпеника. Надпечатки сделаны в четырёх цветах.
С 28 октября 1945 года марки и цельные вещи Берлинской ГПД использовалась также на территории Провинции Бранденбург (ГПД Потсдама и часть ГПД Франкфурта-на-Одере).
В районе действия ГПД Берлина использовались специальные почтовые штемпеля. Проводились спецгашения в честь ярмарки образцов товаров в Кёпенике, совместного конгресса Социал-демократической и Коммунистической партий Германии района Большого Берлина и т. д.

#### Мекленбург-Передняя Померания
Эмиссия марок ГПД Шверина (Мекленбург-Передняя Померания) начался в августе 1945 года. Выпускались стандартные и почтово-благотворительные марки оригинальных рисунков с надписью «Mecklenburg—Vorpommern» («Мекленбург-Передняя Померания») или без надписей.

#### Провинция Саксония
ГПД Галле (провинция Саксония) начала выпуск марок с надписью «Provinz Sachsen» («Провинции Саксония») с октября 1945 года. Издавались серии стандартных марок, коммеморативные и почтово-благотворительные марки.

#### Саксония
До августа 1945 года в Саксонии было разрешено использовать марки прежних выпусков, причём старое изображение покрывалось краской (так называемое «саксонское зачернение»).
ГПД Дрездена (Восточная Саксония) выпустила первую марку в июне 1945 года, став первой почтовой дирекцией на территории СЗОГ начавшей свою эмиссионную политику.
ГПД Лейпцига (Западная Саксония) начала выпуск марок в сентябре 1945 года.

#### Тюрингия
Первые марки ГПД Эрфурта с надписью «Thüringen» («Тюрингия») были выпущены в октябре 1945 года. Кроме стандартных марок, издавались серия почтово-благотворительных марок и почтовые блоки.

### Советская зона оккупации
21 июня 1948 года в западных зонах оккупации Германии была проведена денежная реформа, результатом которой стало замена рейхсмарки на этой территории немецкой маркой. Для того чтобы избежать притока обесцененных денег и марок с запада, Советская военная администрация была вынуждена принять ответные меры. 24 июня 1948 года в советской зоне оккупации была также проведена денежная реформа — вместо рейхсмарки ввели немецкую марку Немецкого эмиссионного банка (с 1968 года — марка Германской Демократической Республики).
Директивной телеграммой Главного управления почты и телеграфа № 6 от 23 июня 1948 года каждому почтовому отделению предписывалось, до выпуска новых знаков почтовой оплаты, сделать на имеющихся запасах стандартных марок Контрольного совета пфенниговых номиналов (Mi #943—958) оттиск номерным штемпелем для почтовых переводов. Это были специальные контрольные штемпеля, введенные в Германии в конце XIX века. На них были указаны почтовый номер округа и название почтамта. Штемпеля изготовлялись из стали — в соответствии со стандартом германской почты. Надписи делались готическим шрифтом. Как правило, штемпель имел две строки: в первой — номер почтового округа, во второй — название почтамта. Около 25 % штемпелей были с надписями латинским шрифтом (антиква). В первые послевоенные годы пропавшие штемпеля заменяли новыми, изготовленными из резины, некоторые при этом не соответствовали стандартам, например, имели прямоугольную рамку.
| Надпечатки контрольного штемпеля почтовых округов на марках Контрольного совета в Германии (1948) | Надпечатки контрольного штемпеля почтовых округов на марках Контрольного совета в Германии (1948) | Надпечатки контрольного штемпеля почтовых округов на марках Контрольного совета в Германии (1948) | Надпечатки контрольного штемпеля почтовых округов на марках Контрольного совета в Германии (1948) | Надпечатки контрольного штемпеля почтовых округов на марках Контрольного совета в Германии (1948) |
| ------------------------------------------------------------------------------------------------- | ------------------------------------------------------------------------------------------------- | ------------------------------------------------------------------------------------------------- | ------------------------------------------------------------------------------------------------- | ------------------------------------------------------------------------------------------------- |
|                                                                                                   |                                                                                                   |                                                                                                   |                                                                                                   |                                                                                                   |
| 3 Берлин (Mi #174)                                                                                | 16 Эрфурт (Mi #Ii)                                                                                | 29 Магдебург                                                                                      | 29 Магдебург (исправленная цифра «9»)                                                             | 36 Потсдам                                                                                        |

Всего известно около 2000 различных штемпелей примерно с 1100 названиями почтамтов и почтовых отделений. Для надпечаток были использованы контрольные штемпеля следующих почтовых округов:
- 3 Берлин. К этому почтовому округу относился советский сектор Большого Берлина. Надпечатки на марках производили 56 почтамтов и почтовых отделений. Использовалось 140 штемпелей, из них 23 были с латинским шрифтом, три — резиновых.
- 14 Дрезден. К этому округу относилась вся Восточная Саксония. В него была включена также часть бывшего почтового округа Бреслау. Право делать надпечатки на марках было предоставлено 101 почтамту, некоторые почтовые отделения этим правом не воспользовались. Применялись штемпеля 268 типов, из которых 87 были с латинским шрифтом, а 17 — резиновых.
- 16 Эрфурт. В этот почтовый округ была включена Тюрингия. Надпечатаны названия 186 почтамтов и почтовых отделений. Использовались штемпеля 297 типов, из них с латинским шрифтом — 27, резиновых — два.
- 20 Галле (Саксония-Анхальт). В 1945 году в почтовый округ Галле был включён почтовый округ 29 (Магдебург). Отдельные почтамты применяли для надпечаток изъятые из употребления старые штемпеля с номером «29». Право производить надпечатки было предоставлено 154 почтамтам. Однако восемь этим правом не воспользовались. В округе существовало 264 различных штемпеля с номером «20», из них 17 — с латинским шрифтом и 51 штемпель — с номером «29» (в том числе 17 — с латинским шрифтом). В округе был использован один резиновый штемпель, и две надпечатки были сделаны нумератором. Существует ещё девять надпечаток с цифрой «2o». Она была изготовлена путём удаления нижней части у цифры «9» в номере «29».
- 27 Лейпциг. Этот почтовый округ, ликвидированный в 1934 году, был восстановлен в 1946 году, и в него включили почтовый округ 41 (Хемниц). Территориально округ 27 совпадал с Западной Саксонией. К 1948 году крупные почтамты бывшего округа 41 применяли ещё старые контрольные штемпеля с номером «41». Правом надпечатки воспользовались 51 почтамт в округе 27 и 77 почтамтов бывшего округа 41. Для надпечаток в округе 27 был использован 231 штемпель, из них с латинским шрифтом — 78. Резиновых штемпелей было три, нумераторов — два. В бывшем округе 41 было использовано 184 штемпеля, из них с латинским шрифтом — два.
- 29 Магдебург — включён в округ 20 (Галле).
- 36 Потсдам. Почтовый округ 36 располагался на территории Бранденбурга. Марки надпечатывались контрольными штемпелями 171 почтамта и почтового отделения. Всего использовалось 240 различных штемпелей, из которых 123 были с латинским шрифтом. Резиновых было 22 штемпеля.
- 37 Шверин. В 1945 году к этому почтовому округу, расположенному на территории Мекленбурга, была присоединена часть бывшего почтового округа 38 (Штеттин). К 1948 году ещё не все почтамты бывшего округа 38 были снабжены новыми контрольными штемпелями с номером «37». Поэтому существует значительное количество надпечаток со старым номером округа «38». В округе 37, в 103 почтамтах для надпечаток применяли 160 контрольных штемпелей, из них с латинским шрифтом — 38, резиновых — 12, нумераторов — пять. В округе 38 использовались 29 штемпелей на 16 почтамтах. Два штемпеля были с латинским шрифтом.
- 38 Штеттин — включён в округ 37 (Шверин).
- 41 Хемниц — включён в округ 27 (Лейпциг)[15].

Надпечатка производилась по диагонали слева вверх направо (известны отступления от этого), чёрной краской. Кроме того, использовалась фиолетовая краска различных оттенков, а также синяя и красная (в основном для надпечаток на марках тёмных цветов). Иногда употреблялась и зелёная краска.
Количество надпечатанных марок под личную ответственность начальника отделения заносилось в книгу регистрации поступающих марок. Продажа марок допускалась в небольших количествах. Большой интерес они представляют на письмах, прошедших почту. В случае нехватки марок, в порядке исключения, разрешалась оплата наличными, о чём должна была быть сделана соответствующая отметка с указанием даты и подписью почтового служащего, принявшего отправление. Могли также использоваться марки без надпечаток, имеющиеся у населения, по 0,1 номинальной стоимости.

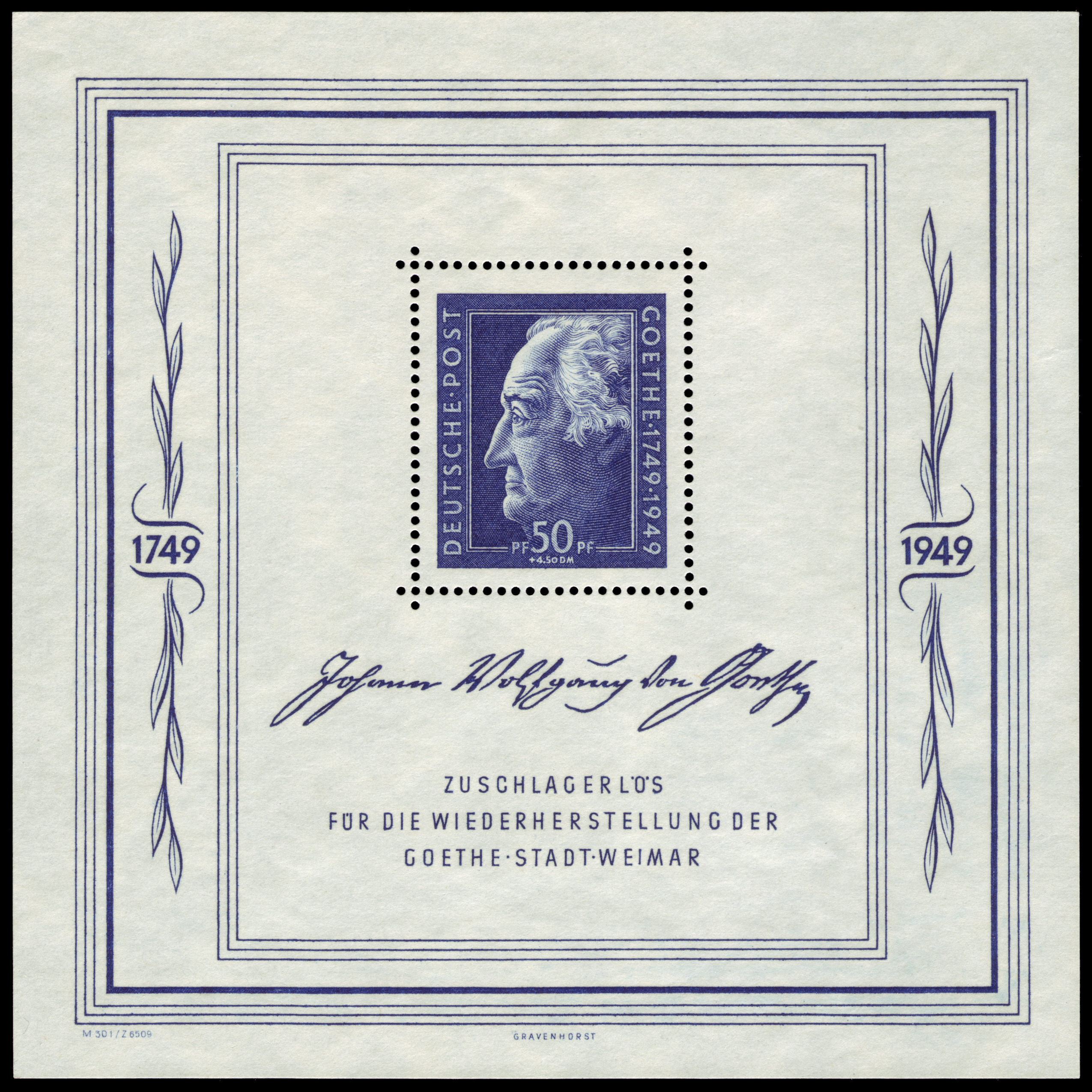
Первый почтовый блок СЗОГ, 1949(Mi #Block6)

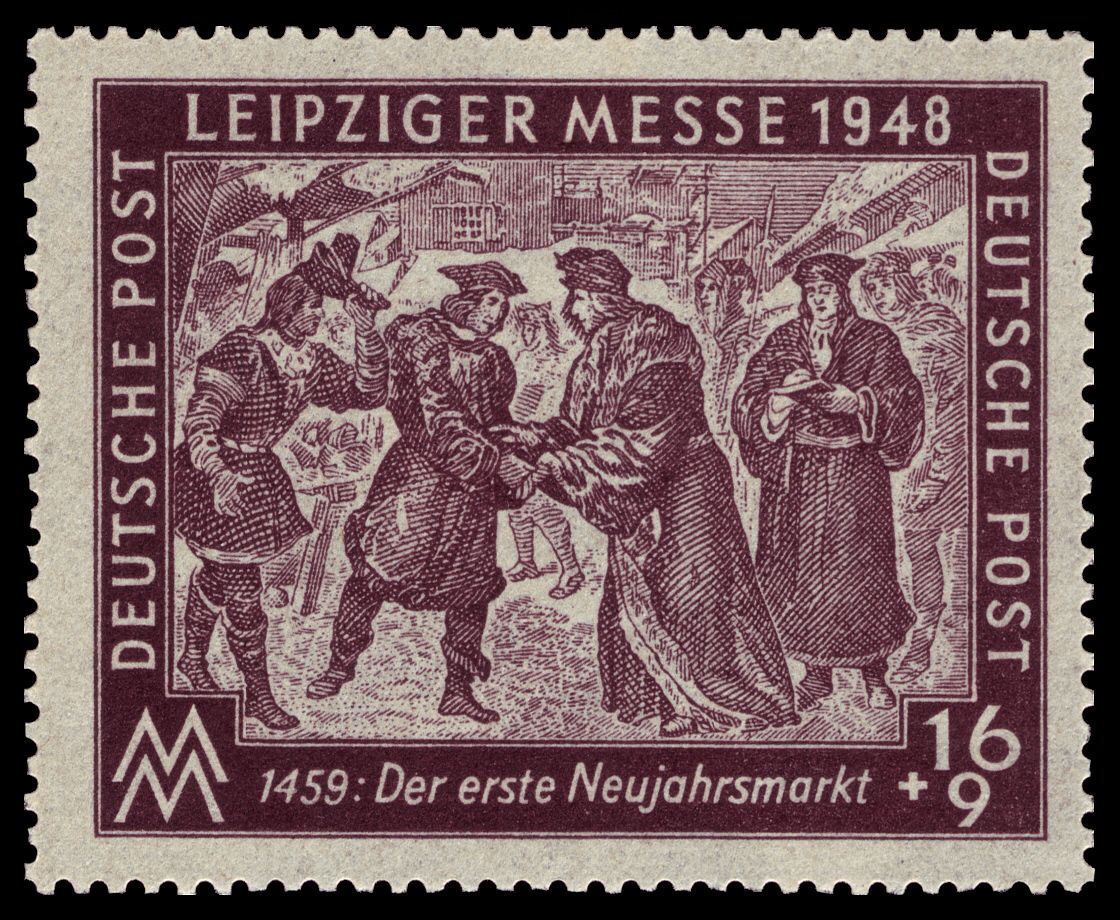
Первая почтово-благотворительная марка СЗОГ, 1948(Mi #198)

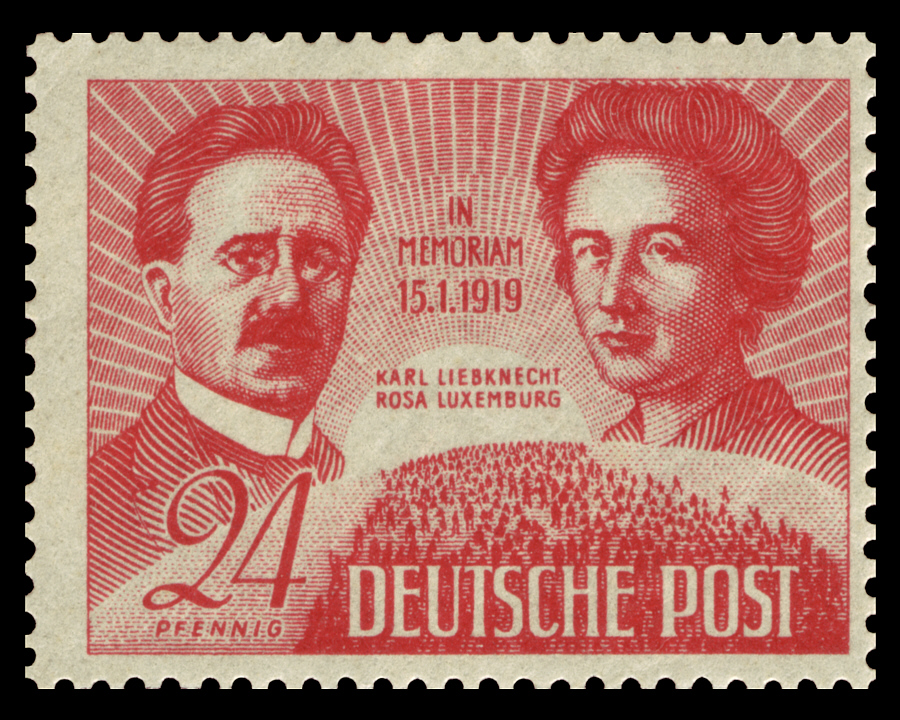
Первая коммеморативная марка СЗОГ, 1949(Mi #229)

Несмотря на то, что разрешалось надпечатывать только марки пфеннигового достоинства стандартной серии Контрольного совета в Германии 1947—1948 годов, зачастую надпечатки производились на всех имеющихся знаках почтовой оплаты. Однако почтовое управление не признало эти выпуски официальными. В ряде почтовых округов (3 Берлин, 37 Шверин и др.), кроме марок, были надпечатаны и маркированные открытки.
1 июля 1948 года почтамтам и почтовым отделениям была направлена директивная телеграмма № 14, запрещающая с 3 июля 1948 года производить надпечатку марок контрольными штемпелями. Надпечатанные марки находились в обращении до 10 июля 1948 года, после чего были изъяты.
Директивной телеграммой № 14 от 3 июля 1948 года на территории СЗОГ в обращение были введены марки из стандартной серии Контрольного совета с типографской надпечаткой нем. «Sowjetische Besatzungszone» («Советская оккупационная зона»). Продажа их допускалась в небольших количествах. Для больших партий корреспонденции предписывалось использовать франкировочные машины.
С августа 1948 года стали выпускать марки оригинальных рисунков с надписью «Deutsche Post» («Немецкая почта»). Первые марки с оригинальным рисунком были посвящены Лейпцигской осенней ярмарке. Это был также первый почтово-благотворительный выпуск СЗОГ. В январе 1949 года вышла первая коммеморативная марка, посвящённая 30-летию со дня смерти Карла Либкнехта и Розы Люксембург. В августе того же года был выпущен почтовый блок в честь праздничных недель Гёте в Веймаре. Марки СЗОГ изымали из обращения в два этапа — в июне и в декабре 1951 года.

#### Фальсификации
Известно большое количество фальшивых марок с надпечатками контрольным штемпелем, сделанными сразу же после их изъятия из обращения или позднее. Особенно большое число надпечаток встречается выполненное штемпелями почтового округа 3 (Берлин). Наиболее известными являются так называемые «фальшивки Клейне». Они были изготовлены в 1955—1956 годах в Западном Берлине неким В. Клейне. При обыске у него обнаружили контрольные штемпеля ряда почтовых округов. За изготовление фальсификатов Клейне был привлечён к уголовной ответственности.
Известна марка номиналом в 60 пфеннигов с фальшивой надпечаткой, сделанной вручную резиновым штемпелем. Марки с фальшивыми надпечатками продавалась в почтовом отделении Чопау. Большая их часть была конфискована. На письмах, прошедших почту, они очень редки.